# Метод конечных разностей
Метод конечных разностей — численный метод решения дифференциальных уравнений, основанный на замене производных разностными схемами. Является сеточным методом.

## Метод конечных разностей для решения эллиптических задач
Для решения эллиптической задачи методом конечных разностей на расчётной области строится сетка, затем выбирается разностная схема и для каждого узла сетки записывается разностное уравнение (аналог исходного уравнения, но с использованием разностной схемы), затем производится учёт краевых условий (для краевых условий второго и третьего рода так же строится некоторая разностная схема). Получается система линейных алгебраических уравнений, решая которую в ответе получают приближенные значения решения в узлах. 

Главной проблемой метода является построение правильной разностной схемы, которая будет сходиться к решению. Построение схемы выполняется исходя из свойств исходного дифференциального оператора.

### Сравнение с методом конечных элементов
Другой метод решения эллиптических задач — метод конечных элементов, имеет как преимущества, так и недостатки перед методом конечных разностей.
| Преимущества МКР                                                    | Преимущества МКЭ |
| ------------------------------------------------------------------- | --- |
| - Для простых задач построение разностной схемы выполняется быстрее | - Метод является проекционным, то есть устойчив - Позволяет работать с геометрически более сложными областями - Решение сразу представляет собой функцию и значения в любой точке могут быть вычислены сразу (в МКР предварительно нужно построить сплайн) |

### Пример
Пусть дана одномерная эллиптическая задача: 

{\displaystyle -{\frac {d^{2}u}{dx^{2}}}=f(x),~x\in [0,1]} 

{\displaystyle u(0)=u(1)=0}

Построим сетку с постоянным шагом {\displaystyle h={\frac {1}{4}}}. Для аппроксимации выберем трёхточечный шаблон, то есть для аппроксимации производной в точке {\displaystyle x_{i}} будем использовать точки {\displaystyle \left\{x_{i-1},x_{i},x_{i+1}\right\}}. Тогда разностное уравнение будет выглядеть следующим образом:

{\displaystyle {\frac {-u_{i-1}+2u_{i}-u_{i+1}}{h^{2}}}=f_{i},~i=1,2,3}

Учитывая краевые условия, система линейных уравнений вида {\displaystyle Au=b} , для нахождения решения, будет выглядеть следующим образом: 

{\displaystyle A={\begin{pmatrix}1&0&0&0&0\\-16&32&-16&0&0\\0&-16&32&-16&0\\0&0&-16&32&-16\\0&0&0&0&1\\\end{pmatrix}}~~b={\begin{pmatrix}0\\f({\frac {1}{4}})\\f({\frac {1}{2}})\\f({\frac {3}{4}})\\0\\\end{pmatrix}}}.

## Метод конечных разностей для решения нестационарных задач
Решение задач методом конечных разностей, когда процесс изменяется во времени, представляет собой итерационный процесс — на каждой итерации мы находим решение на новом временном слое. Для решения таких задач используются явные, неявные схемы и предиктор-корректор (пара из специально подобранных явной и неявной схемы). Явные схемы и схемы предиктор-корректор просто пересчитывают значение, используя информацию с предыдущих временных слоёв, использование неявной схемы приводит к решению уравнения (или системы уравнений). 

Для параболических и гиперболических уравнений часто прибегают к смешиванию методов — производные по времени аппроксимируют с помощью разностной схемы, а оператор по пространству аппроксимируется с помощью конечноэлементной постановки.

### Пример решения обыкновенного дифференциального уравнения
Пусть дано уравнение {\displaystyle {\frac {du}{dt}}=u} с начальным условием {\displaystyle u(0)=1}. Для решения воспользуемся следующими разностными схемами:
- Явная схема Эйлера {\displaystyle {\Bigl .}{\frac {du}{dt}}{\Bigr |}_{t=t_{i}}={\frac {u_{i}-u_{i-1}}{h}}}. Разностное уравнение: {\displaystyle u_{i+1}={\frac {1}{1-h}}u_{i}}.
- Неявная схема Эйлера {\displaystyle {\Bigl .}{\frac {du}{dt}}{\Bigr |}_{t=t_{i}}={\frac {u_{i+1}-u_{i}}{h}}}. Разностное уравнение: {\displaystyle u_{i+1}=(1+h)u_{i}}.

С шагом {\displaystyle h=0.25}. Точным решением является экспонента: {\displaystyle u=e^{t}}
| Результат вычисления для нескольких первых шагов | Результат вычисления для нескольких первых шагов | Результат вычисления для нескольких первых шагов | Результат вычисления для нескольких первых шагов |
| Значение t                                       | Точное решение                                   | Явная схема Эйлера                               | Неявная схема Эйлера                             |
| ------------------------------------------------ | ------------------------------------------------ | ------------------------------------------------ | ------------------------------------------------ |
| {\displaystyle 0.25}                             | {\displaystyle 1.28...}                          | {\displaystyle 1.25}                             | {\displaystyle 1.33...}                          |
| {\displaystyle 0.50}                             | {\displaystyle 1.64...}                          | {\displaystyle 1.56...}                          | {\displaystyle 1.77...}                          |
| {\displaystyle 0.75}                             | {\displaystyle 2.11...}                          | {\displaystyle 1.95...}                          | {\displaystyle 2.36...}                          |

При уменьшении шага точность метода увеличивается. Поскольку исходное уравнение — это линейное дифференциальное уравнение, то и для неявной схемы тоже получилось линейное уравнение, из которого можно выразить (что и было сделано) решение.

### Пример решения параболического уравнения
Этот пример демонстрирует, как совмещаются конечноэлементные постановки и разностные схемы. Пусть дано параболическое уравнение: 

{\displaystyle -\Delta u+{\frac {\partial u}{\partial t}}=f(\mathbf {r} ,t),~in~\Omega } 

{\displaystyle u=g~on~\partial \Omega ,~{\Bigl .}u{\Bigr |}_{t=0}=\chi (\mathbf {r} )}

Для аппроксимации по времени, используя неявную схему Эйлера, получим:

{\displaystyle -\Delta u^{i+1}+{\frac {u^{i+1}-u^{i}}{\tau }}=f(\mathbf {r} ,t^{i+1})} 

Поскольку значение на предыдущем слое уже известно, то, при перенесении его в правую часть, получается эллиптическое уравнение относительно {\displaystyle u^{i+1}}:
{\displaystyle -\Delta u^{i+1}+{\frac {1}{\tau }}u^{i+1}=f^{i+1}+{\frac {1}{\tau }}u^{i}} 

Для решения данного уравнения можно применить метод Галёркина, тогда полученная СЛАУ будет иметь следующий вид:
{\displaystyle \left(G+{\frac {1}{\tau }}M\right)x^{i+1}=b^{i+1}+{\frac {1}{\tau }}Mx^{i}}.
Здесь: {\displaystyle G} — матрица жесткости, {\displaystyle M} — матрица массы, {\displaystyle b} — вектор, связный с правой частью исходного уравнения, {\displaystyle x^{i}} — вектор весов базисных функций на слое с номером {\displaystyle i}.
Однако, решение по пространству можно искать также и с помощью разностной схемы, аналогично показанному выше примеру.